# О-Клэр (округ)
Округ О-Клэр (англ. Eau Claire County) располагается в штате Висконсин, США. Официально образован в 1856 году. По состоянию на 2012 год, численность населения составляла 100 677 человек.

## География
По данным Бюро переписи США, общая площадь округа равняется 1670,552 км2, из которых 1652,422 км2 суша и 18,130 км2 или 1,100 % это водоёмы.

## Население
По данным переписи населения 2000 года в округе проживает 93 142 жителей в составе 35 822 домашних хозяйств и 22 281 семей. Плотность населения составляет 56,00 человек на км2. На территории округа насчитывается 37 474 жилых строений, при плотности застройки около 23,00-ти строений на км2. Расовый состав населения: белые — 94,96 %, афроамериканцы — 0,52 %, коренные американцы (индейцы) — 0,54 %, азиаты — 2,52 %, гавайцы — 0,03 %, представители других рас — 0,33 %, представители двух или более рас — 1,11 %. Испаноязычные составляли 0,94 % населения независимо от расы.
В составе 30,00 % из общего числа домашних хозяйств проживают дети в возрасте до 18 лет, 50,60 % домашних хозяйств представляют собой супружеские пары проживающие вместе, 8,60 % домашних хозяйств представляют собой одиноких женщин без супруга, 37,80 % домашних хозяйств не имеют отношения к семьям, 27,10 % домашних хозяйств состоят из одного человека, 10,10 % домашних хозяйств состоят из престарелых (65 лет и старше), проживающих в одиночестве. Средний размер домашнего хозяйства составляет 2,46 человека, и средний размер семьи 3,02 человека.
Возрастной состав округа: 23,40 % моложе 18 лет, 17,10 % от 18 до 24, 26,70 % от 25 до 44, 20,50 % от 45 до 64 и 20,50 % от 65 и старше. Средний возраст жителя округа 32 лет. На каждые 100 женщин приходится 93,80 мужчин. На каждые 100 женщин старше 18 лет приходится 90,60 мужчин.
Средний доход на домохозяйство в округе составлял 0 USD, на семью — 0 USD. Среднестатистический заработок мужчины был 0 USD против 0 USD для женщины. Доход на душу населения составлял 0 USD. Около 0,00 % семей и 0,00 % общего населения находились ниже черты бедности, в том числе — 0,00 % молодежи (тех, кому ещё не исполнилось 18 лет) и 0,00 % тех, кому было уже больше 65 лет.